# ذكرى علوش
 ذكرى محمد جابر علوش هي أمينة بغداد سابقاً وهي مهندسة مدنية خريجة الجامعة التكنلوجيا وحاملة لشهادة الدكتوراه في إدارة المشاريع، بدأت مشوارها المهني في العام 1993م كمهندسة مشرفة في مشاريع الإنشاء وتدرجت بالمسؤليات الادارية في مجال اختصاصها إلى ان وصلت إلى منصب مدير عام دائرة الإعمار والمشاريع في وزارة التعليم العالي، حاصلة على عدد من شهادات الخبرة الدولية في مجال اختصاصها ومتخصصة في مجال التخطيط وبناء استراتيجيات وباشرت مهامها في أمانة بغداد عام 2015.

## الدورات التدريبية والشهادات
- دورات تخصصية في مجال استخدام التقنيات الالكترونية في إدارة المشاريع والتي تتضمن: أ‌-	شهادة في إدارة المشاريع (برنامج Primavera)في الجامعة التكنولوجية.
- شهادة في إدارة المشاريع(MS Project)/ المعهد الأمريكي لادارة المشاريع.
- شهادة في إدارة فض النزاعات/ الجامعة الإسكندرية مصر العربية.
- شهادة فيادارة التفاوض / الجامعة الأمريكية في بيروت .
- شهادة في إدارة المشاريع الدولية(Pioneer Academy)والمجاز من المعهد الأمريكي لادارة المشاريع PMI 5-	شهادة في إدارة النوعية / الجامعة التكنولوجية.
- شهادة في إدارة المشاريع المتقدمة / الجامعة الأردنية.
- حصلت على أكثر من شهادة كفاءة من مؤسسات المجتمع المدني بما فيها مؤسسة الإسكان التعاوني الأمريكي التي عملت مع مجالس المحافظات في مجال الإنشاء والتطوير ومن خلال مشاريع صغيرة للخدمات والبنى التحتية.